# Wrong Turn 5: Bloodlines
Ngã rẽ tử thần 5, hoặc tựa đầy đủ Ngã rẽ tử thần 5: Dòng máu (tựa gốc: Wrong Turn 5: Bloodlines) là bộ phim thứ 5 trong loạt phim kinh dị Wrong Turn. Khán giả đã có cơ hội gặp lại bộ ba đột biến gien lần nữa, điều thú vị trong phần này là chúng đã có thêm một tên đồng bọn nữa, hắn không bị đột biến, mà chỉ là tên tội phạm sát nhân bị pháp luật truy nã suốt 30 năm. Mác phim của phần này là Fear will consume you, tạm dịch sang tiếng Việt là Nỗi sợ sẽ nuốt chửng bạn.

## Nội dung phim
Ông Maynard Odets là một tên sát nhân độc ác đã bị chính phủ truy nã suốt 30 năm, không ai biết hắn đã trốn đi đâu nhưng thực ra hắn đang sống ở rừng Virginia cùng ba anh em đột biến của Three Finger. Hằng ngày Maynard cùng bọn chúng đi săn người ăn thịt, đến một lần nọ khi cuộc săn người bị thất bại thì Maynard bị cảnh sát bắt đưa về nhà tù của một thị trấn nhỏ gần đó. Thế là tối hôm đó Three Finger, One Eye và Saw Tooth phải đi vào thị trấn để cứu ông ấy, những cảnh sát và người dân trong thị trấn có biết chuyện này không và họ phải làm gì để đối phó với những tên "khách không mời mà đến" này.

## Diễn viên
- Doug Bradley – Maynard Odets, đồng bọn của bộ ba đột biến
- Camilla Arfwedson – Cảnh sát trưởng Angela Carter
- Simon Ginty – Billy
- Roxanne McKee – Lita
- Paul Luebke – Gus
- Oliver Hoare – Julian
- Kyle Redmond Jones – Cảnh sát phó Kevin Biggs
- Amy Lennox – Cruz
- Duncan Wisbey – Mose
- Radoslav Parvanov – One Eye
- George Karlukovski – Saw Tooth
- Borislav Iliev – Three Finger
- Peter Brooke – Jason
- Finn Jones – Teddy
- Andrew Bone – George
- Rosie Holden – Ginny

## Các bộ phim cùng loạt
1. Wrong Turn (2003)
2. Wrong Turn 2: Dead End (2007)
3. Wrong Turn 3: Left For Dead (2009)
4. Wrong Turn 4: Bloody Beginnings (2011)
5. Wrong Turn 5: Bloodlines (2012)

## Sản xuất
Phim được quay trực tiếp ở Bulgaria vào giữa tháng 4 và kết thúc vào ngày 5 tháng 5, nó được phát hành trực tiếp ra đĩa DVD vào tháng 10 năm 2012 chứ không chiếu trên các rạp. Declan O'Brien - người đã làm đạo diễn cho hai phần 3 và phần 4 sẽ viết kịch bản cho phần này. Chàng diễn viên trẻ Borislav Iliev lại có cơ hội đóng vai Three Finger một lần nữa sau khi đã thủ vai ở phần 3.